# Crystal Cox
Crystal Cox, verheiratete Walker, (* 28. März 1979 in Norfolk, Virginia) ist eine ehemalige US-amerikanische Leichtathletin.
Als Studentin der University of North Carolina at Chapel Hill lief die Sprinterin 1998 23,25 s über 200 m.
2002 wurde sie über 200 m Dritte bei den nationalen Hallenmeisterschaften und Siebte im Freien. Im Jahr darauf erreichte sie in der Freiluftsaison sowohl über 200 m als auch über 400 m den Endlauf der US-amerikanischen Meisterschaften und wurde jeweils Fünfte. Bei den Panamerikanischen Spielen in Santo Domingo wurde sie über 200 m Fünfte.
2004 gewann sie den Hallentitel über 200 Meter, und bei den US-Trials wurde sie Vierte im 400-Meter-Lauf. Damit hatte sie sich für die Olympischen Spiele in Athen qualifiziert, wo sie im Vorlauf in der amerikanischen 4-mal-400-Meter-Staffel eingesetzt wurde. Da ihre Landsmänninnen DeeDee Trotter, Monique Henderson, Sanya Richards und Monique Hennagan im Finale gewannen, erhielt auch Cox die Goldmedaille.
Nachdem im Rahmen der BALCO-Affäre auch Cox’ Name auftauchte, begann die amerikanische Anti-Doping-Behörde USADA gegen sie zu ermitteln. 2010 gestand sie, Doping mit anabolen Steroiden betrieben zu haben. Sie wurde mit einer vierjährigen Sperre belegt, und alle Resultate seit dem 3. November 2001 wurden annulliert. Das IOC entzog ihr 2012 die Goldmedaille.
2008 belegte sie den sechsten Platz bei der Reality-Fernsehsendung Survivor:Gabun.